# Адмиралтейство (комплекс сооружений)
Адмиралте́йство — центр военного судостроения, территория на берегу моря или реки, на которой располагают верфи, мастерские, склады для строительства, снаряжения и ремонта военных кораблей. Как правило, адмиралтейства размещали в гаванях, портах и на удобных для спуска кораблей берегах рек.
В Российской империи с конца XVII века до начала XX века существовало свыше 30 адмиралтейств. Наиболее известными являются Воронежское, Архангельское, Главное, Охтенское и Севастопольское адмиралтейства. В XVIII веке главной нормативной-правовой основой деятельности адмиралтейств являлись регламенты, утверждаемые императорами. Такие регламенты были утверждены Петром I в 1722 году и Екатериной II в 1765 году.

## Технические характеристики
Адмиралтейство имеет 1 или несколько стапелей, которые иногда прикрывают каменными или металлическими зданиями, называемыми эллингами для защиты от непогоды. Адмиралтейства снабжают мастерскими для постройки и сборки частей, приспособлениями для передвижения и погрузки тяжестей; для последней цели служат краны разного рода: башенные, катающиеся, склоняющиеся, плавучие. Хорошее адмиралтейство должно иметь возможно длинную береговую линию, приспособленную для свободной стоянки вдоль неё достраивающихся и вооружающихся судов. Наконец, адмиралейство снабжают складами для хранения строительных материалов, предметов судового вооружения и снабжения. Иногда для постройки судов вместо стапелей служат сухие доки, то есть осушенные бассейны, которые сообщаются с морем, когда судно построено и может всплыть.
Большое значение для производительности адмиралтейства, удобства и экономичности постройки в нём судов имеет размещение стапелей (или доков); взаимное расположение их должно быть таково, чтобы материал совершал возможно меньший путь и двигался бы лишь по одному направлению без возврата назад. Для этой цели стапели располагаются перпендикулярно к берегу, судостроительные мастерские сзади стапелей под прямым углом к ним и, наконец, склады материалов сзади мастерских, в части адмиралтейства, ближайшей к магистральному железнодорожному пути или к другим путям сообщения. Однако, кроме нескольких европейских верфей, построенных в конце XIX — начале XX веков такое взаиморасположение встречается редко.

## История
До введения железного судостроения и затем постройки броненосных судов запасы, в основном, состояли из корабельного леса; для его хранения необходимы были сараи, а для производства кораблестроительных работ требовались: 1) большая, светлая чертёжная; на полу вычерчивался контур корабля в настоящую величину, делалась деревянная лекала, по которой обтёсывались и вязалась части корабля; 2) смольная, для разогревания смолы и приготовления других составов, с особым образом устроенным при ней ящиком, в котором под действием пара распаривались обшивные доски для придания им большей гибкости; 3) кузница для изготовления частей корабля; 4) пильная, для распилки леса. Здания размещали на некотором расстоянии от эллингов и сараев, чтобы предохранить их от огня. Постройка железных и броненосных судов, кроме перечисленных помещений, потребовала значительного увеличения присутствия механических приспособлений во всех мастерских и устройства в эллингах постоянных и переносных кузнечных горнов, а вслед затем и освещения эллингов газом. Также потребовалось строительство печей, в которых нагревали угловое железо для сгибания из него шпангоутов и обшивные листы толстого железа для придания им необходимой формы. С расширением кузнечного и котельного производств стали появляться новые мастерские для сборки и клёпки различных частей корпуса. Обшивка судов бронёй потребовала наличия печей для нагревания плит, а также гидравлических прессов и особых станков с клиньями, посредством которых нескольким нагретым плитам придавали нужный изгиб; для обработки плит стали сооружать большие строгальные и сверлильные станки. Изготовление броневых плит, ковка штевней, якорей, ценных канатов и других громоздких вещей производили на особых заводах, где также изготовляли паровые машины, железо для корпуса судна и паровых котлов, а также сами котлы. Прочие мастерские размещали, исходя из соображений удобства, непосредственно для постройки требовались столярная, модельная, резная, токарная и слесарная. Кроме мастерских, в адмиралтействе размещали помещения для канцелярий, отвечающих за разные части кораблестроительного хозяйства и склады для хранения материалов и изделий для обеспечения всего цикла строительных работ.

## Галерея
- Главное адмиралтейство в Санкт-Петербурге. Спуск корабля на воду, 1819
- Воронежское адмиралтейство, начало XVIII века